# Grace Robertson
Grace Robertson (Mánchester, 13 de julio de 1930-enero de 2021) fue una fotógrafa británica que trabajó como fotoperiodista y publicó en Picture Post y Life. Su serie fotográfica, que incluye "Mother's Day Off" (1954) y "Childbirth" (1955), registró principalmente a mujeres comunes en la Gran Bretaña de la posguerra.
El trabajo de Robertson se encuentra en las colecciones de las Galerías Nacionales de Escocia, Science Museum Group, Tate y Victoria and Albert Museum.

## Infancia
Robertson nació en Mánchester, Inglaterra, en 1930, del periodista Fyfe Robertson y su esposa Elizabeth (Betty Smith). Sus padres nacieron en Escocia y Robertson se describió a sí misma como escocesa en una entrevista de 2010 con The Scotsman. Después de dejar la escuela a los 16 años, cuidó de su madre, que tenía artritis reumatoide. Se interesó por la fotografía en 1948 y, en 1949, su padre le regaló una cámara Leica.

## Carrera
En 1951 publicó un ensayo fotográfico sobre su hermana menor haciendo sus deberes en Picture Post, donde trabajaba su padre. Otro éxito inicial fue el de los artistas chinos. Algunas de sus primeras presentaciones utilizaron el seudónimo masculino "Dick Muir", para evitar usar el nombre de su padre. Su primer encargo para Picture Post fue en Snowdonia, que resultó en Sheep Shearing in Wales (1951). En 1952, fotografió a las Bluebell Girls en Italia, y también publicó la serie Tate Gallery (1952).
En década de 1950, la mayoría de los fotoperiodistas eran hombres y, a menudo, le asignaban historias más femeninas. Su serie más conocida, Mother's Day Off, documentó a mujeres de clase trabajadora de Bermondsey en Londres, disfrutando de un día en Margate, y fue publicada en Picture Post en 1954. Los mujeres de mediana edad a ancianas se representan bailando, bebiendo y en un paseo de feria. Le encargaron filmar una serie similar con mujeres de la revista Clapham for Life en 1956. The Scotsman describió ambos conjuntos de fotografías como «ejemplos de reportaje clásico perfectamente compuestos y sin artificios». Su serie Childbirth, publicada en Picture Post en 1955, incluía fotografías de una mujer en trabajo de parto y alumbramiento, consideradas explícitas en ese momento, y estuvieron entre las primeras imágenes de este tipo que aparecieron en una revista.Por esta época, Life le ofreció un trabajo en los Estados Unidos, pero Robertson se negó. Después del cierre del Picture Post en 1957, trabajó como fotógrafa y fotoperiodista independiente para Life y otras publicaciones, y también tomó fotografías publicitarias. Después de tener hijos, se formó y trabajó como maestra de escuela primaria entre 1966 y 1978, mientras continuó tomando fotografías. Después de retirarse de la docencia, comenzó a pintar durante la década de 1980. En 1986, Channel 4 transmitió un documental sobre Robertson, y su trabajo fue incluido en una exhibición en el Museo Nacional de Fotografía, Cine y Televisión en Bradford; le siguieron otras varias exposiciones en el Reino Unido y los Estados Unidos. En 1989, publicó una monografía autobiográfica, titulada Grace Robertson - Photojournalist of the 50s. En 1992, la BBC encargó un programa sobre sus noventa años. También dio conferencias sobre fotógrafas.
Sean O'Hagan, en The Guardian, caracterizó el trabajo de Robertson como una crónica de las mujeres comunes en la Gran Bretaña de la posguerra y la describió como una «protofeminista». Tirza Latimer y Harriet Riches consideran que su trabajo fue «limitado a centrarse en los intereses de las mujeres».

## Premios y honores
Robertson recibió una beca honoraria de la Royal Photographic Society en 1995 y la Orden del Imperio Británico en 1999. Le fueron entregados títulos honoríficos de la Universidad de Brighton (1995) y la Universidad de Brunel (2007).

## Vida personal
En 1955, se casó con el fotógrafo del Picture Post Thurston Hopkins. Tuvieron dos hijos. En la década de 1980, tras la jubilación de Hopkins, la pareja se mudó a Seaford en East Sussex, donde permanecieron hasta su muerte en 2014, a los 101 años. Grace Robertson murió en enero de 2021.

## Publicaciones

### Libros sobre la obra de Robertson
- Robertson, Grace (1989). Grace Robertson: Photojournalist of the 50s. London: Virago Press. ISBN 1-85381-089-4.
- Robertson, Grace (2002). Grace Robertson: A Sympathetic Eye. University of Brighton. ISBN 9781901177626.

### Libros con contribuciones de Robertson
- Picture Post: Women. London: Collins & Brown, 1993. By Juliet Gardiner. ISBN 9781855851665.

## Colecciones
El trabajo de Robertson se encuentra en las siguientes colecciones públicas:
- Galerías Nacionales de Escocia, Escocia: 7 copias (a enero de 2021)[1]
- Science Museum Group, Reino Unido: 3 copias (a enero de 2021)[2]
- Tate, Londres: 7 copias (a enero de 2021)[3]
- The Aldrich Collection, Universidad de Brighton, Escuela de Arte, Brighton y Hove: 2 grabados (a enero de 2021)[16]
- Victoria and Albert Museum, Londres: 22 copias (a enero de 2021)[4]

Un retrato de Robertson de Rena Pearl se conserva en la colección de la National Portrait Gallery de Londres.